# مذبذب بصري حدودي

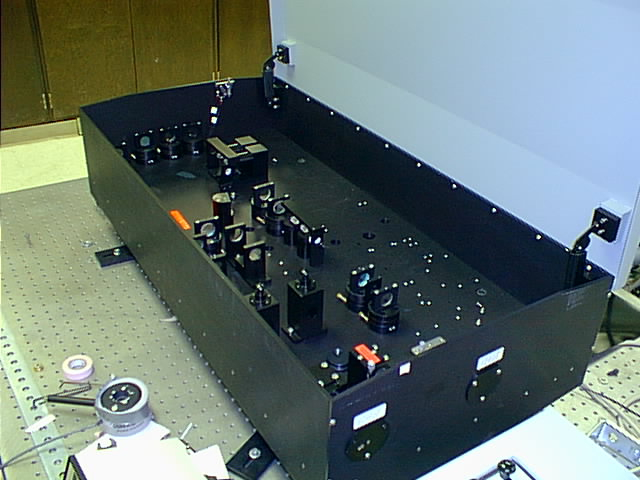
مذبذب بصري حدودي بالأشعة تحت الحمراء

المذبذب البصري الحدودي ( OPO ) هو مذبذب حدودي يتذبذب بالترددات الضوئية. يقوم بتحويل موجة ليزر إدخال (تسمى "مضخة") بتردد {\displaystyle \omega _{p}} إلى موجتين من موجات الإخراج ذاتي تردد منخفض ( {\displaystyle \omega _{s},\omega _{i}} ) عن طريق تآثر بصري غير خطي من الدرجة الثانية. مجموع ترددات موجات الخرج تساوي تردد موجة الإدخال: {\displaystyle \omega _{s}+\omega _{i}=\omega _{p}} . لأسباب تاريخية ، تسمى موجتا الخرج "إشارة" و "تباطؤ" ، حيث تكون الموجة الناتجة ذات التردد العالي هي "الإشارة". حالة خاصة هو degenerate OPO المتدهور ، وهو عندما يكون تردد الخرج نصف تردد المضخة ، {\displaystyle \omega _{s}=\omega _{i}=\omega _{p}/2} ، والذي يمكن أن ينتج عنه توليد نصف متناسق <a href="https://en.wikipedia.org/wiki/Half-harmonic_generation" rel="mw:ExtLink" title="Half-harmonic generation" class="cx-link" data-linkid="14">half-harmonic</a> عندما يكون للإشارة والخامل (العاطل) بنفس الاستقطاب.
تم عرض أول مذبذب بصري حدودي بواسطة Joseph A. Giordmaine و Robert C. Miller في عام 1965 ،  بعد خمس سنوات من اختراع الليزر ، في مختبرات بيل. تستخدم المذبذبات البارامترية الضوئية كمصادر ضوء متماسكة لأغراض علمية مختلفة ، ولتوليد ضوء مضغوط squeezed light لأبحاث ميكانيكا الكم. تم نشر تقرير سوفيتي أيضًا في عام 1965.

## نظرة عامة
يتكون المذبذب البصري الحدودي بشكل أساسي من مرنان بصري وبلورة بصرية غير خطية nonlinear optical crystal. يعمل الرنان البصري على أن يرن ويصدر واحد على الأقل من موجات الإشارة والموجات الخاملة . في البلورة الضوئية غير الخطية ، تتداخل المضخة والإشارة وموجة التباطؤ. يؤدي التفاعل بين هذه الموجات الثلاث إلى كسب السعة لموجات الإشارة والبطالة (تضخيم حدودي) و deamplification المقابل لموجة المضخة. يسمح الكسب لموجة الرنين (إشارة أو تباطؤ أو كليهما) بالتذبذب في الرنان لتعويض الخسارة التي تتعرض لها الموجة (الموجات) الرنانة في كل رحلة ذهابًا وإيابًا. تتضمن هذه الخسارة الخسارة الناتجة عن التسرب الخارجي بواسطة إحدى مرايا الرنان التي توفر موجة الخرج المرغوبة. نظرًا لأن الخسارة (النسبية) مستقلة عن طاقة المضخة ، لكن الكسب يعتمد على قوة المضخة ، فعند انخفاض طاقة المضخة لا يوجد مكسب كاف لدعم التذبذب. يحدث التذبذب فقط عندما تتجاوز طاقة المضخة العتبة. فوق العتبة يعتمد الكسب أيضًا على اتساع الموجة الرنانة. وبالتالي في حالة التشغيل المستقر يتم تحديد اتساع الموجة الرنانة (المطال) بشرط أن هذا الكسب يساوي الخسارة (الثابتة). يزداد مطال الدوران مع زيادة قدرة المضخة ، وكذلك طاقة الخرج.
يمكن أن تكون كفاءة تحويل الفوتون ، وعدد فوتونات الخرج لكل وحدة زمنية في إشارة الخرج أو موجة التباطؤ بالنسبة إلى عدد فوتونات المضخة الواقعة لكل وحدة زمنية في المذبذب البصري الحدودي OPO عالية ، في نطاق عشرات بالمائة. تتراوح طاقة مضخة العتبة النموذجية بين عشرات الملي واط إلى عدة واط ، اعتمادًا على فقد الرنان وترددات الضوء المتفاعل ، والشدة intensity في المادة غير الخطية ، وعدم خطيتها. يمكن تحقيق طاقة خرج من عدة واط. كما توجد عمليات المذبذبات البصرية الحدودية OPOs ذات الموجة المستمرة والنبضية . هذه الأخيرة أسهل في البناء ، لأن الشدة intensity العالية لا تدوم إلا لجزء ضئيل من الثانية ، مما يضر بالمواد البصرية غير الخطية والمرايا فتصبح أقل من الشدة العالية المستمرة.
في المذبذب البارامتري البصري يتم أخذ موجات الإشارة الأولية والتباطؤ الأولي من موجات الخلفية التي تكون موجودة دائمًا. إذا تم إعطاء الموجة الوسيطة من الخارج جنبًا إلى جنب مع حزمة المضخة فإن العملية تسمى توليد تردد الاختلاف (DFG). هذه عملية أكثر كفاءة من التذبذب البصري البارامتري ، ومن حيث المبدأ يمكن أن تكون بلا حدود.
من أجل تغيير ترددات موجات الخرج ، يمكن للمرء تغيير تردد المضخة أو خصائص مطابقة الطور للبلورة الضوئية غير الخطية. يتم تحقيق هذا الأخير عن طريق تغيير درجة حرارته أو اتجاهه أو فترة تطابق شبه طور (انظر أدناه). من أجل الضبط الدقيق ، يمكن أيضًا تغيير طول المسار البصري للرنان. بالإضافة إلى ذلك قد يحتوي الرنان على عناصر لقمع قفزات suppress mode-hops نمط الموجة الرنانة. يتطلب هذا غالبًا تحكمًا نشطًا في بعض عناصر نظام OPO.
إذا تعذر مطابقة البلورة الضوئية غير الخطية ، فيمكن استخدام مطابقة شبه الطور quasi-phase-matching (QPM). يتم تحقيق ذلك عن طريق التغيير الدوري للخصائص البصرية غير الخطية للبلورة ، غالبًا عن طريق الصقل الدوري periodical poling . مع نطاق مناسب من الفترات ، تنتج أطوال موجية من 700 نانومتر إلى 5000 نانومتر يمكن إنشاء نانومتر في نيوبات الليثيوم [المتصل بقطب poled بشكل دوري (PPLN). مصادر المضخة الشائعة هي ليزر النيوديميوم عند 1.064 ميكرومتر أو 0.532 lميكرومتر.
من السمات المهمة للمذبذب البصري الحدودي OPO تكمن في الاتساق والعرض الطيفي للإشعاع المتولد. وعندما تكون طاقة المضخة أعلى بكثير من العتبة ، تكون موجتا الخرج ، بتقريب جيد جدًا ، عبارة عن حالات متماسكة (coherent states Coherent موجات تشبه الليزر). ويكون عرض خط الموجة الرنانة ضيق للغاية (منخفض يصل إلى عدة كيلو هرتز فقط). وتظهر الموجة غير المتولدة أيضًا عرضًا ضيقًا إذا تم استخدام موجة ضخ ذات عرض خط ضيق. تستخدم OPOs ذات الخط الضيق على نطاق واسع في التحليل الطيفي.

## الخصائص الكمومية لحزم الضوء المتولدة

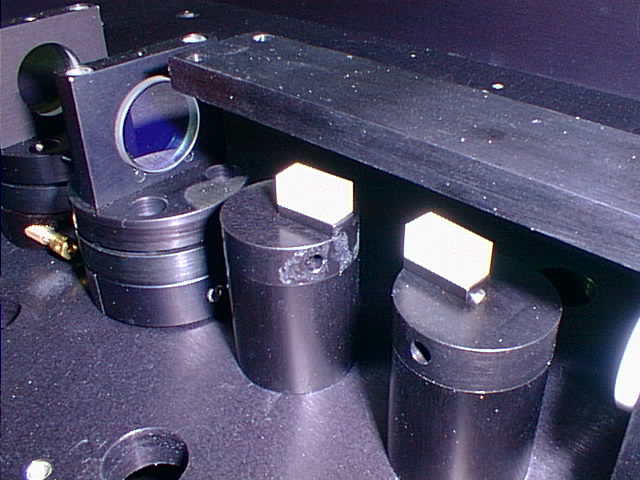
بلورات KTP في OPO

المذبذب البصري الحدودي resonator هو النظام الفيزيائي الأكثر استخدامًا لتوليد حالات متماسكة coherent مضغوطة وحالات متشابكة كموميا entangled للضوء في نظام المتغيرات المستمرة. تم تحقيق العديد من الاستعراضات التوضيحية لبروتوكولات المعلومات الكمومية للمتغيرات المستمرة باستخدام OPOs.
تحدث عملية التحويل المنخفض البارامتري المفاجيءdownconversion بالفعل في نظام الفوتون الفردي: فكل فوتون مضخ يتم إبادته داخل التجويف يؤدي إلى ظهور زوج من الفوتونات في وضعي التجويف الداخلي للإشارة والتباطؤ. يؤدي هذا إلى ارتباط كمي بين شدة الإشارة ومجالات التباطؤ ، بحيث يكون هناك ضغط في طرح الشدة subtraction of intensities ،  مما حفز اسم "الحزم المزدوجة" للحقول المحولة إلى أسفل. أعلى مستوى ضغط تم تحقيقه حتى الآن هو 12.7 ديسيبل.
اتضح أن أطوار الحزم المزدوجة مرتبطة كميًا أيضًا ، مما يؤدي إلى التشابك entanglement، وهو ما تم التنبؤ به نظريًا في عام 1988. تحت العتبة تم قياس التشابك لأول مرة في عام 1992 ،  كما تم قياسه في عام 2005 أعلى من العتبة.
فوق العتبة ، يجعل نضوب حزمة المضخة حساسًا للظواهر الكمومية التي تحدث داخل البلورة. وتم إجراء أول قياس للضغط في حقل المضخة بعد التفاعل البارامتري في عام 1997. كما تم التنبؤ مؤخرًا بأن الحقول الثلاثة (المضخة والإشارة والتباطؤ) يجب أن تكون متشابكة ،  وهو تنبؤ تم إثباته تجريبيًا من قبل نفس مجموعة الباحثين.
لا تشترك كثافة ومرحلة الحزم المزدوجة في الترابط الكمي فحسب ، بل تشترك أيضًا في أوضاعها المكانية. يمكن استخدام هذه الميزة لتحسين نسبة الإشارة إلى الضوضاء في أنظمة الصور وبالتالي تجاوز الحد الكمي القياسي (أو حد ضوضاء اللقطة) للتصوير.

## التطبيقات
يتم استخدام المذبذب البصري الحدودي OPO في الوقت الحاضر كمصدر للضوء المضغوط المضبوط على الاتتقالات المدارية الذرية ، من أجل دراسة كيفية تفاعل الذرات مع الضوء المضغوط.
كما تم إثبات مؤخرًا أنه يمكن استخدام degenerate OPO المتدهور كمولد رقم عشوائي random number generator كمي ضوئي لا يتطلب معالجة لاحقة.

## أنظر أيضا
- بصريات لاخطية
- مكبر بصري حدودي

## روابط خارجية
مقالات عن OPOs
- موسوعة فيزياء وتكنولوجيا الليزر